# Vándorsólyom
A vándorsólyom (Falco peregrinus) a madarak (Aves) osztályának sólyomalakúak (Falconiformes) rendjébe, azon belül a sólyomfélék (Falconidae) családjába tartozó faj, Angola és az Egyesült Arab Emírségek nemzeti madara.
A vándorsólyom a sólyomfélék családjának az egyik legnagyobb elterjedési területtel rendelkező képviselője. Mérete körülbelül akkora, mint egy nagytestű varjúé. Kékesszürke háta, hófehér alapon sorokba rendeződött fekete, csepp alapú pettyes hasi része és fekete feje van, amelyen szintén fekete „bajusz” húzódik. Mint minden madárevő ragadozó esetében, a vándorsólyomnál is észrevehető a nemi kétalakúság: a tojó jóval nagyobb, mint a hím. A vándorsólyom főleg a sebessége miatt ismert, mivel zsákmányszerzéskor irányított zuhanórepülés közben képes elérni a 322 km/h-t, és ezzel a Föld leggyorsabb állata.
Költőterülete az arktiszi tundrától a trópusokig terjed. Majdnem a teljes Földön megtalálható, kivéve a sarki területek leghidegebb részeit, az igen magas hegységeket, a legforróbb esőerdőket és Új-Zélandot. Ezzel a világ legelterjedtebb ragadozómadara. A madár magyar, angol és tudományos nevei mind arra a tulajdonságára utalnak, hogy a faj északi populációit alkotó egyedei igen vándorló kedvűek. A természettudósok szerint körülbelül 17–19 alfaja van. Még nem tisztázott, hogy a sivatagi sólyom, más néven berber sólyom (Falco pelegrinoides) külön fajt alkot-e, vagy a vándorsólyom két afrikai alfajának az állományához tartozik.
Bár legfőbb táplálékát a középméretű madarak alkotják, a vándorsólyom kisebb emlősökre, hüllőkre, sőt még rovarokra is vadászik. Az ivarérettséget egyéves korban éri el. A felnőttek egész életre „házasodnak”, addig hűek egymáshoz, amíg egyikük el nem pusztul. Tojásait a sziklák szélére, újabban a városok tömbházaira is rakja; fészke alig van, vagy egyáltalán nincs. Sok helyen ez a ragadozómadár veszélyeztetett fajjá vált, főleg a nagy hatású rovarmérgek miatt, mint amilyen a DDT is volt. Miután ezt az 1970-es évek elején betiltották, a vándorsólyom állományai újra növekedésnek indultak; ehhez a sikerhez az is hozzájárult, hogy a fészkelőhelyeket védelem alá vonták, és szaporítóhelyekről a vadonba engedtek ember által vagy fogságban tartott madarak által nevelt vándorsólymokat.

## Előfordulása
A vándorsólyom kozmopolita faj, amely megtalálható Európában, Ázsiában, Észak- és Dél-Amerikában, Afrikában és Ausztráliában. Nagy elterjedési területe miatt számos alfaja alakult ki. Nem vonuló, de az északi populációk kóborló egyedei télen délebbre húzódnak, míg az enyhébb éghajlaton költő állományok egyedei helyben maradnak, bár ezek is nagy területet járnak be.

### Kárpát-medencei állománya

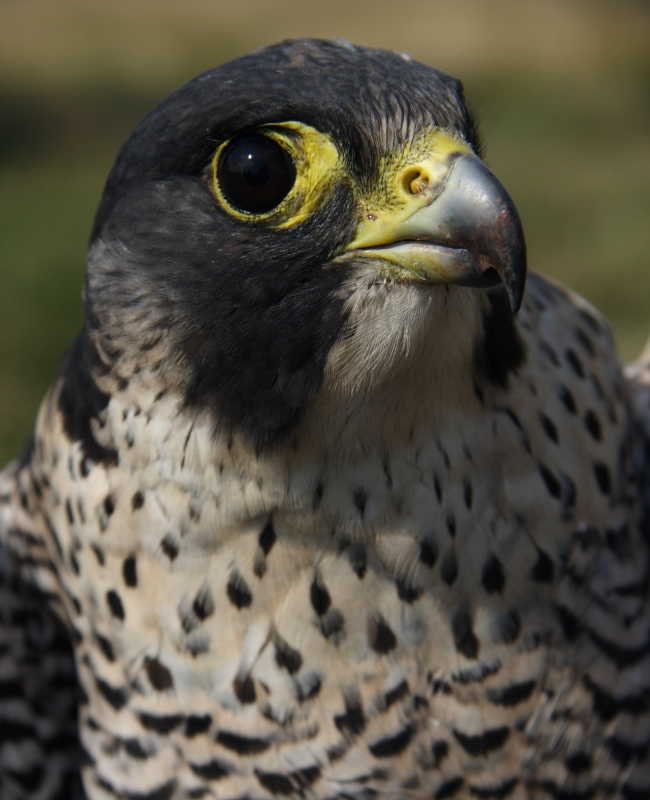
Portré

A vándorsólyom magyarországi állománya az 1930-as években 40–50 pár lehetett. Legkedveltebb költőterületei közé tartozott a Bükk-vidék, a Zempléni-hegység, ezen felül a Dunakanyar és tágabb térsége: a Pilis, a Börzsöny és a Gerecse. 1950-ben 19 párra becsülték az országos állományt, de csak néhány párnál találtak fiókákat. Az állomány csökkenésében ekkor a fészkek kifosztása is jelentős szerepet játszott. Az Európai Természetvédelmi Bizottság 1973-ban, Strasbourgban tartott ülésén készült jelentésében megállapította, hogy a világállomány csökkenését a környezetben tartósan felhalmozódó, szintetikus rovarirtó szerek, főleg a DDT bevezetése okozta.
Ebből az időből származó utolsó ismert hazai költőhelye a bükki köveken volt 1964-ben, ekkor a Budapesti Állatkert számára begyűjtötték a fiókákat. Ezután sikeres költésről egy ideig nem volt adat. Egy nagyméretű balatoni halpusztulást követően Magyarországon – a világon először – 1968-ban a DDT használatát betiltották, és ezt követően még évtizedeket kellett várni, amíg a kedvező hatások jelentkeztek. A fajvédelmi intézkedések, főként az emberre is veszélyes DDT betiltásának hatására Nyugat-Európában állománya lassan stabilizálódott. 1997-ben Magyarországon 33 év után ismét sikeresen költött vándorsólyom, a fészekből két fiatal madár repült ki. 1997 óta a vándorsólyom minden évben sikeresen költött hazánkban. A párok száma lassan növekszik, 2005-ben már hét pár fészkelt. A 2012 januárjában végrehajtott madárszámlálás eredménye alapján 17 vándorsólyom telelt Magyarországon. 2018-ban a madárszámlálás adatai alapján 48-49 itthon telelő vándorsólymot figyeltek meg a madarakat számlálók.

## Rendszertani besorolása
A vándorsólyom mai tudományos nevét, a Falco peregrinust (a. m. 'zarándoksólyom') 1771-ben az angol ornitológustól, Marmaduke Tunstalltól kapta; amit Ornithologia Britannica című könyvében tett közzé először. Ez a név a középkori latin nyelvből ered, és először Albertus Magnus német teológus, filozófus, polihisztor, egyháztanító, a skolasztikus filozófia kiemelkedő alakja használta 1225-ben. A fajnév, a peregrinus = „vándor” valószínűleg onnan származik, hogy a sólymokat akkor fogták el, mikor a fiatalok az első vándorútjaikat kezdték el dél felé; mivel a vándorsólyom fészkeit igen nehéz volt észrevenni, hogy onnan vegyék el a fiókákat. A „falco” szó a latin „falx”-ból ered, ennek jelentése „sarló”, mivel a madár körvonala a hegyes szárnyakkal, röptében a sarlóhoz hasonlít.
Ennek a sólyomnak és nembéli rokonainak a családfája, visszamenve az időben, a Hierofalco-fajokkal és a prérisólyommal (Falco mexicanus) nő össze. E három csoport közös őse valószínűleg a miocén végén vagy a pliocén elején, körülbelül 5–8 millió évvel ezelőtt vált el a többi sólyomfélék ősétől. Mivel a csoport képviselői egyaránt megtalálhatók az Óvilágban és az Újvilágban is, a legvalószínűbb, hogy a közös ős Eurázsia nyugati részén vagy Afrikában jelent meg. A vándorsólyom rokonsági kapcsolatait más sólyomfélékkel a mitokondriális DNS alapján nehéz megállapítani, mivel e madarak között nagy mértékű a hibridizáció. Például a kerecsensólyom és a vándorsólyom is kereszteződhet, sőt ivarképes utódaik lesznek, ezek aztán mindkét szülő fajával tovább kereszteződhetnek.

### Alfajok
Az egyes alfajokhoz tartozó egyedek testmérete és színezete jelentősen különbözik. A legtestesebbeket az Északi-sarkhoz közeli vidékeken, a legkisebbeket a sivatagos területeken találjuk meg. Számos leírt alfaj közül manapság 19-et ismernek el, legalábbis az 1994-ben kiadott Handbook of the Birds of the World című 16 kötetes enciklopédia szerint, amelyben az összes eddig felfedezett madárfaj megtalálható. A könyv szerint a Kanári-szigeteken és Afrika északi partjain élő sivatagi sólyom vagy berber sólyom (Falco pelegrinoides) nem egyéb, mint a két alfaj, a F. p. pelegrinoides és a F. p. babylonicus állományai. A térkép az elfogadott 19 alfaj elterjedési területét ábrázolja:

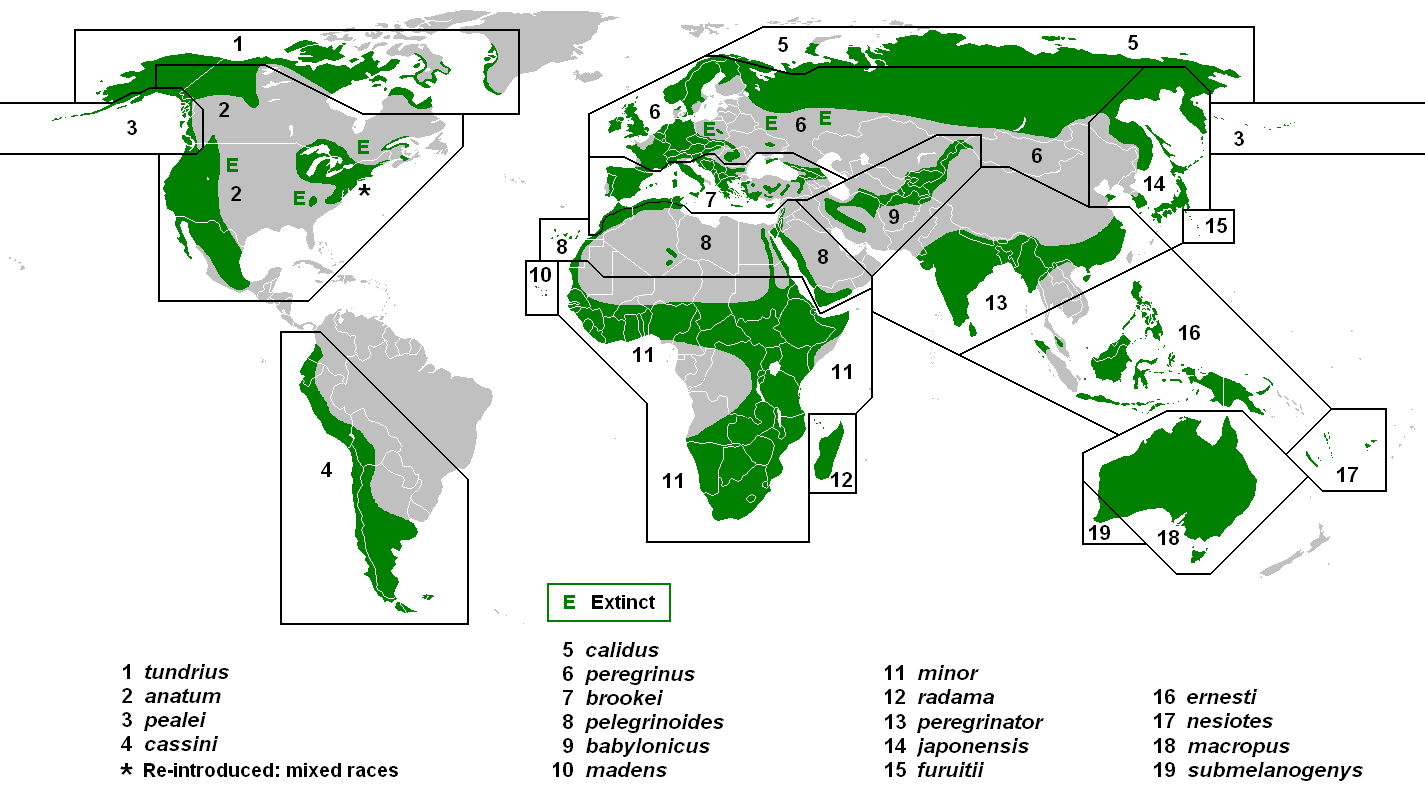
Az alfajok költőterületei. Az E a kihalást jelzi. (1994-es adatok)

- Falco peregrinus anatum – először 1838-ban Bonaparte írta le.[21] Egy ideig részben a leucogenys tagjának tekintették. Korábban Észak-Amerika tundrás részétől Észak-Mexikóig elterjedt volt. Ma már visszatelepítésekkel helyre akarják hozni állományait.[21] A legtöbb felnőtt anatum példány, kivéve a legészakibbakat, a költőterületeken tartózkodik az egész év során. A legerősebb egyedek, amelyek Európa nyugati részeit is elérik, 1968-tól az északibb és vándorlósabb kedvű tundrius alfaj egyedei. Hasonlít a peregrinusra, de valamivel kisebb annál: színezete világosabb, és kevésbé mintázott a hasi része, viszont a fiatalok sötétebbek, és a minta is sűrűbben van rajtuk. A hím 500–700 gramm, míg a tojó 800–1100 gramm testtömegű.[22] Az alfaj a kontinens keleti részén kihalt; a mai madarak hibrid példányok, mivel több helyről is telepítettek vissza ilyen ragadozókat.[21]
- Falco peregrinus babylonicus – először, 1861-ben P. L. Sclater írta le. Elterjedési területe az iráni és afganisztáni Hindukustól és a pakisztáni Tien-santól a mongóliai Altajig terjed. Néhány madár India északnyugati száraz, félsivatagos részein telel át.[23] Világosabb a pelegrinoides-nél, és hasonlít a Feldegg-sólyomra (Falco biarmicus). A hím 330–400, a tojó 513–765 grammos.[3]
- Falco peregrinus brookei[24] – először 1873-ban Sharpe írta le. Az alapfajtól délebbre költ Európa és Nyugat-Ázsia mediterrán jellegű vidékein, az Ibériai-félszigettől, Olaszországon, a Balkánon és Törökországon át Irakig és Iránig. Nem vándorol. Ebben az alfajban benne vannak a caucasicus példányok és a punicus egyedek többsége; lehet, hogy néhány pelegrinoides is idetartozik. Az is lehetséges, hogy néhány ritka, algériai hibrid is az alfajba sorolható. Kisebb, mint az alapfaj, és hasi része kissé rozsdás.[25] A hím 445, a tojó 920 grammos.[3]
- Falco peregrinus calidus – először 1790-ben Latham írta le leucogenys néven, és akkoriban a caeruleiceps is bele tartozott. Északabbra él, mint az alapfaj; tundravidéken él a Kola-félszigettől a Léna, Jana és Ingyigirka folyók vidékekig. Vándorló alfaj; a telet Dél-Ázsiában és a Szahara alatti vidékeken tölti. Gyakran a mocsaras területeken látható.[26] Világosabb, mint a peregrinus, főleg a fejénél. A hím 588–740, a tojó 925–1333 grammos.[3]
- Falco peregrinus cassini – először 1873-ban Sharpe írta le. Dél-Amerika legdélibb részén élő, fehéres-szürkés színű kreyenborgi manapság része az alfajnak,[27] bár korábban külön fajnak vélték.[28] Elterjedési területe az andoki Kolumbiától és Ecuadortól Bolívián, Észak-Argentínán és Chilén keresztül egészen a Tűzföldig nyúlik. A Falkland-szigeteken is van állománya.[25] Nem vándorló kedvű. Hasonlít az alapfajra, de kicsit kisebb annál és fültájéka feketés. Az alfajon belül a kreyenborgi állomány szürkés színű, kevés mintával a begyi részen. Fejének színezete a kerecsensólyoméhoz (Falco cherrug) hasonló, de a fültájéka fehér.[28]
- Falco peregrinus ernesti – először 1894-ben Sharpe írta le. Elterjedési területe Indonézia, a Fülöp-szigetek, Pápua Új-Guinea és a Bismarck-szigetek. A nesiotestól való földrajzi elkülönítése, további kutatást igényel. Nem vándorol. Az alapfajtól, sötét színe, sűrű hasi mintázata és fekete fültájéka különbözteti meg.
- Falco peregrinus furuitii – először 1927-ben Momiyama írta le. Elterjedési területe a Japán Izu-szigetek és Ogaszavara-szigetek (körülbelül 1000 kilométerre délkeletre Honsú szigetétől). Nem vándorol. Nagyon ritka, és lehetséges, hogy csak az egyik szigeten fog megmaradni.[2] Színezete hasonlít a pealeiéhoz, de annál is sötétebb, főleg a farkánál.[25]
- Falco peregrinus japonensis – először 1788-ban Gmelin írta le, és akkoriban a következőket is idesorolta: kleinschmidti, pleskei és harterti; még a calidust is. Elterjedési területe Északkelet-Szibéria, Kamcsatka (meglehet, hogy a parti részen a pealei váltja fel) és Japán. Az északi példányok vándorolnak, a Japánban élők viszont nem. Színezetben azonos a peregrinusszal, de fiókái sötétebbek, mint az anatum fiókái.
- Falco peregrinus macropus – először 1837-ben Swainson írta le. Ausztrália mindegyik részén megtalálható, kivéve a délnyugati részt. Nem vándorol. Igen hasonlít a brookeira, de valamivel kisebb annál, és a fültájéka teljesen fekete. Testéhez képest, lábai nagyok.[25]
- Falco peregrinus madens – először 1963-ban Ripley és Watson írták le. A többi alfajtól abban különbözik, hogy a két nemnek, két különféle színezete van. A hím fejének teteje, nyakának hátsó része, fülei és háta rozsdás árnyalatú, míg hasi része rózsaszínes-barnás; a tojó viszont egész testén sötétebb barna, főleg a fejtetőn és a nyakon.[25] Ha a sivatagi sólyom valóban önálló fajt alkot, akkor az a Zöld-foki Köztársaság-i madarat magába foglalja. Nem vándorol.[25] Mivel manapság, már csak 6–8 költőpár létezik belőle,[2] végveszélyben levő ragadozó madárnak számít.
- Falco peregrinus minor – először 1850-ben Bonaparte írta le. Korábban, sokszor perconfususnak nevezték.[29] A Szaharától délre eső részeken ritkán és szaggatott területtel fordul elő, viszont Dél-Afrikában szélesebb körben van elterjedve. Legészakibb elterjedési területe a marokkói Atlanti-óceán partja.
- Falco peregrinus nesiotes - először 1941-ben Mayr írta le.[30] Főleg a Fidzsi-szigeteken, de feltehetően Vanuatun és az Új-Kaledónia szigeteken is előfordul. Nem vándorol.[31]
- Falco peregrinus pealei – először 1873-ban Ridgway írta le, és a rudolfit is ide helyezte.[32] Fő elterjedési területe az Észak-Amerika-i kontinens északnyugati partvidékei, a Washington állami Puget Soundtól (öböl) kezdve, a kanadai Brit Columbián keresztül Alaszkáig, az Aleut-szigetekig, valamint Oroszország keleti partjáig.[32] Feltételezhető, hogy Kamcsatkán és a Kuril-szigeteken is vannak állományai. Nem vándorol. A legnagyobb alfajok közé tartozik, és olyan, mint egy nagytestű, sötétebb tundrius, vagy mint egy nagy, erősen mintázott anatum. Csőre nagyon széles.[33] Néha a fiataloknak világos fejtetőjük van. A hím 700–1000, a tojó 1000–1500 grammos.[22]
- Falco peregrinus pelegrinoides - először 1829-ben Temminck írta le. Elterjedési területe Mauritánia, Marokkó, Algéria, Tunézia, Líbia, Egyiptom, Szudán, Izrael és Szíria. Nagyon hasonlít a brookeira, de annál világosabb, és a nyaka vöröses. Hasi mintázata kevésbé feltűnő. Méretre kisebb, mint az alapfaj; a tojó körülbelül 610 gramm tömegű.[3]
- Falco peregrinus peregrinator – először 1837-ben Sundevall írta le. Korábbi nevei: Falco atriceps és Falco shaheen.[34][35] Elterjedési területe Pakisztán, India, Srí Lanka, Banglades, Délkelet-Kína, Mianmar, Thaiföld, Kambodzsa, Laosz, Vietnám és Malajzia. India összes államában megtalálható, kivéve Uttar Pradest. Az Andamán- és Nikobár-szigeteken és a Bengáli-öböl szigetein is vannak állományai.[23] Fészekalja 3–4 tojásból áll, a kotlás 48 napig tart. Általában csak az egyik fióka marad meg. Indiában nemcsak sziklákon költ, hanem tömbházakon és mobiltelefon-tornyokon is.[23] 1996-ban, Srí Lankán 40 költőpárt számoltak.[36] Nem vándorol. Méretre kicsi; színezete sötét, rozsdás hasi résszel. Srí Lankán a magas dombos területeket kedveli, míg a vándorló calidus a part menti részeket.[37]
- Falco peregrinus peregrinus – először 1771-ben Tunstall írta le; ez az alapfaj. Eurázsia lombosövi és boreális zónája Írországtól a Csendes-óceán partvidékéig költ; elterjedésének déli határa a Földközi-tenger-i térség egészen Indonéziáig.[21] Európában kevésbé vándorló kedvű, azonban Skandináviában és Ázsiában a madarak télre délebbre vándorolnak. A hím 580–750, a tojó 925–1300 grammos.[3] Manapság a következőket is magába foglalja: brevirostris, germanicus, rhenanus és riphaeus.
- Falco peregrinus radama – először 1861-ben Hartlaub írta le. Madagaszkáron és a Comore-szigeteken honos. Nem vándorol.[25]
- Falco peregrinus submelanogenys – először 1912-ben Mathews írta le. Ausztrália délnyugati részén él, és nem vándorol.
- Falco peregrinus tundrius – először 1968-ban C. M. White írta le. Korábban a leucogenys része volt. Észak-Amerika és Grönland tundra övezetein költ; télire Közép- és Dél-Amerikába vándorol.[33] A legtöbb amerikai vándorsólyom, amely eléri Európát, ehhez az alfajhoz tartozik, bár korábban anatum-oknak vélték őket. A legtöbbjüknek jól látszó fehér homloka és fültájéka van; a calidus-tól eltérően fejtetője és „bajusza” nagyon sötétek.[33] A fiatalok barnásabbak és kevésbe szürkések, mint a calidus-ok, viszont az anatumoknál sárgásabbak. A hím 500–700, a tojó 800–1100 grammos.[22]

Magyarországon a törzsalakhoz (F. p. peregrinus) tartozó egyedek fészkelnek és a fészkelési időszak után kóborló, sokfelé felbukkanó példányok döntő többsége is ehhez az alfajhoz tartozik. Átvonulóban ritkán megjelenik az északi (F. p. calidus) alfaj néhány egyede. Ez utóbbi ezidáig nyolc alkalommal fordult elő hazánkban.

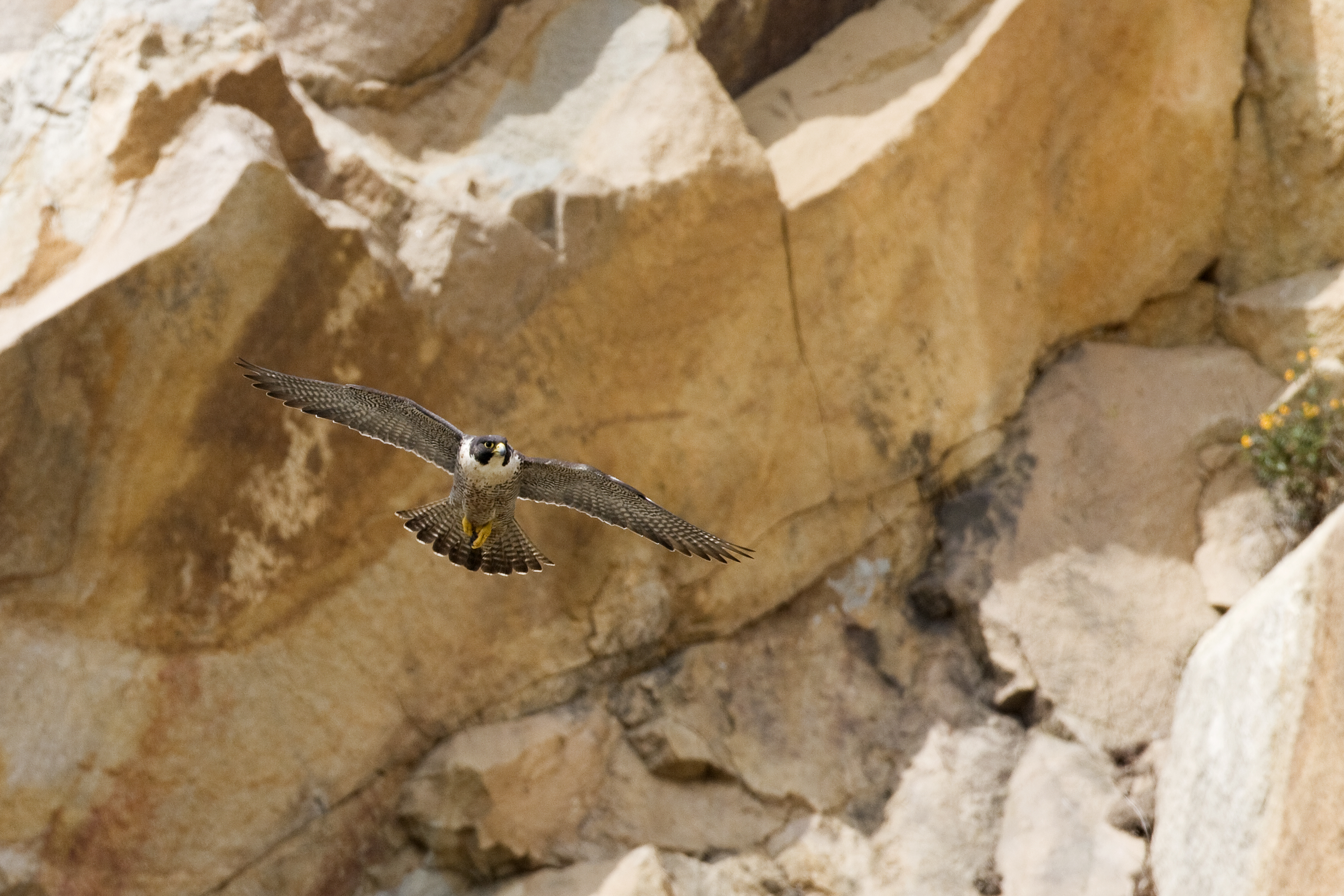
Repülő Falco peregrinus anatum Kaliforniában
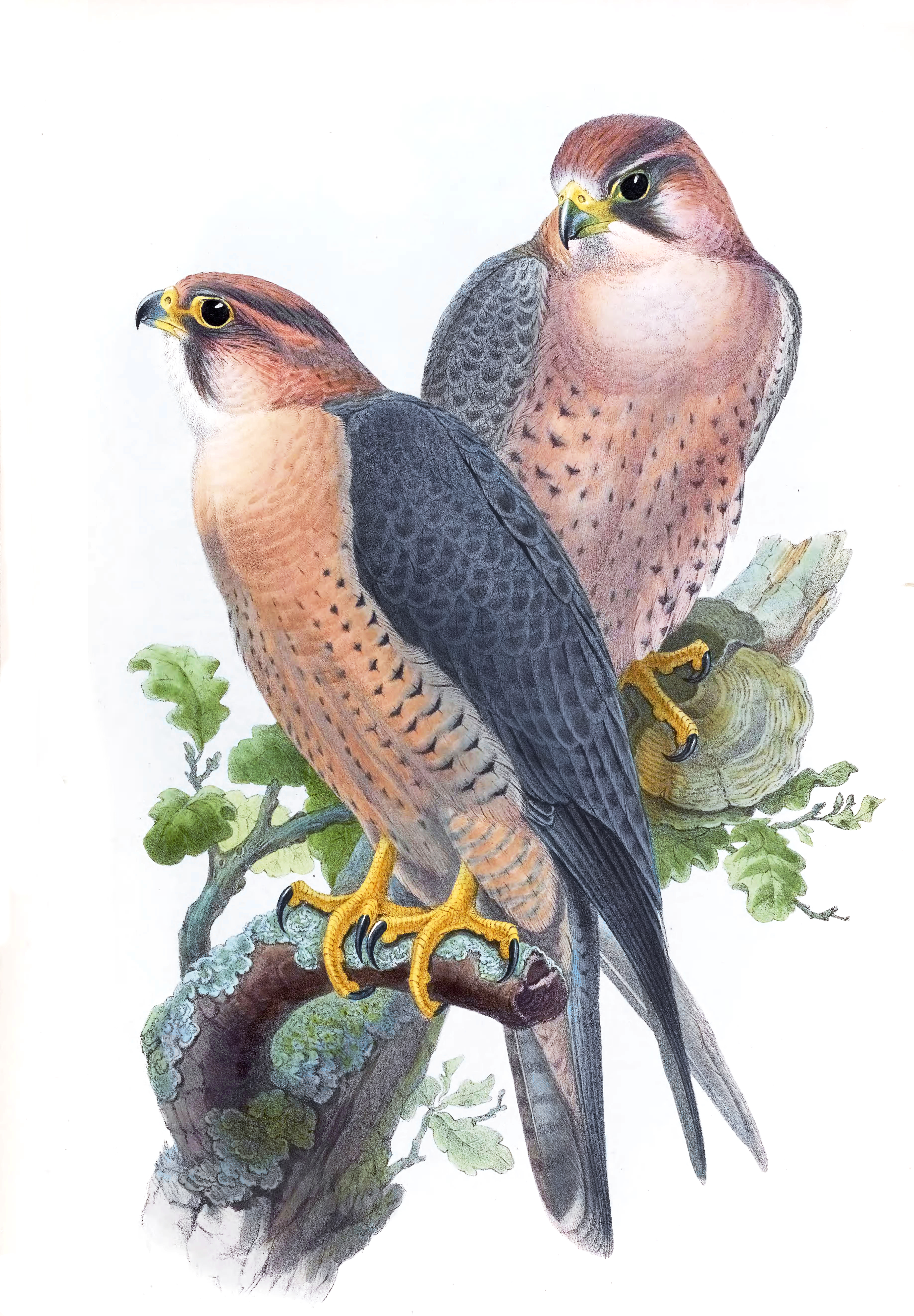
John Gould rajza két Falco peregrinus babylonicusról
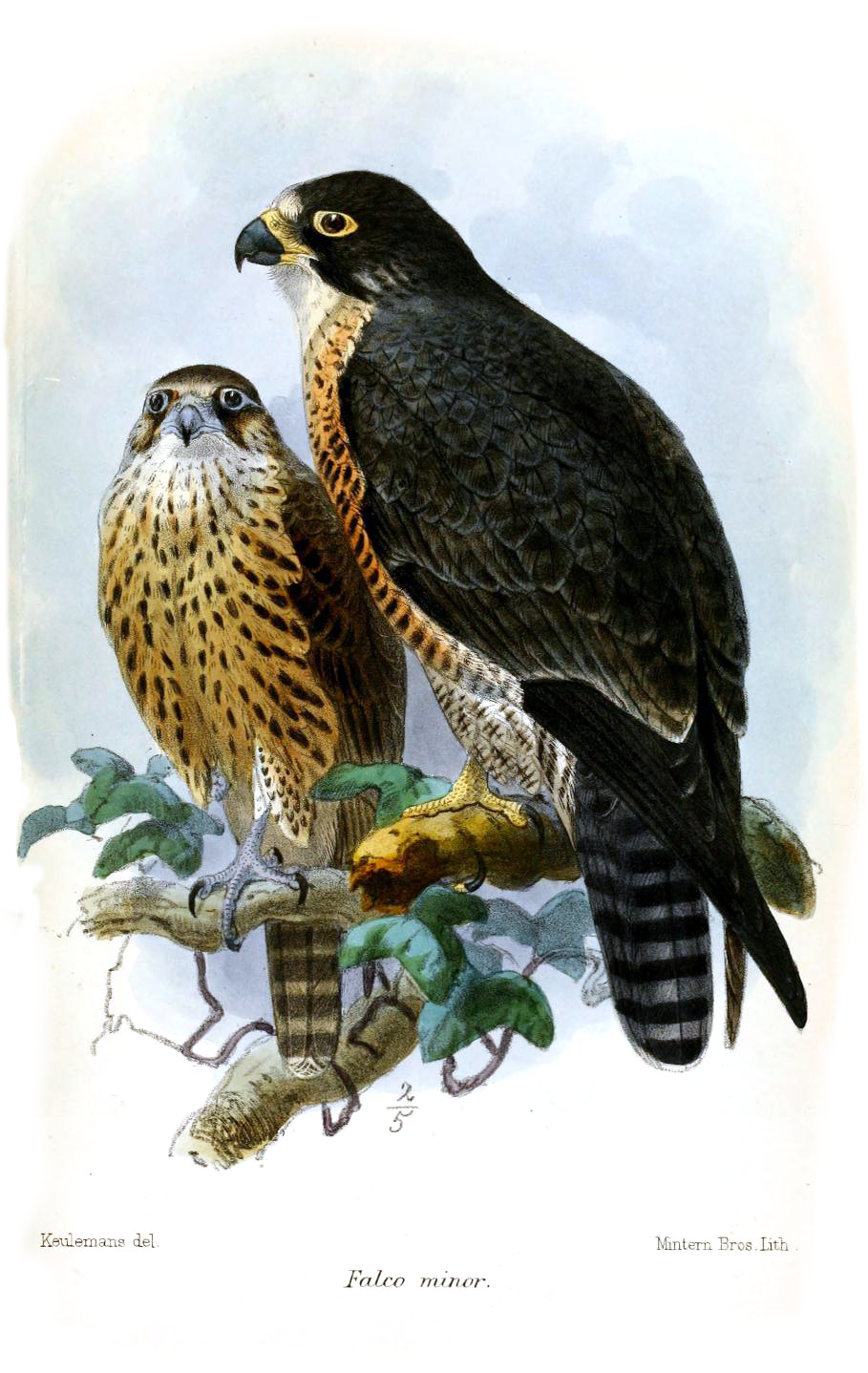
John Gerrard Keulemans rajza két Falco peregrinus minorról, 1874-ből
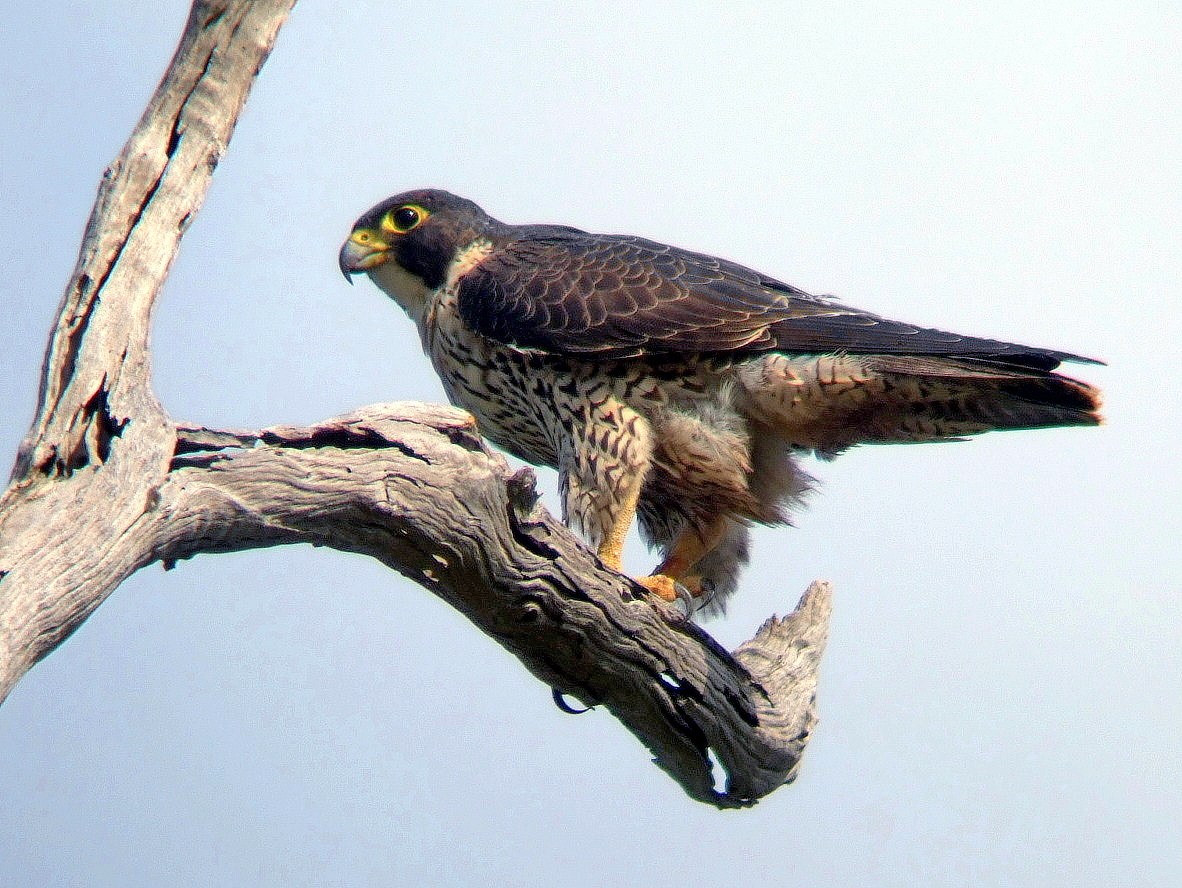
Falco peregrinus macropus Ausztráliában
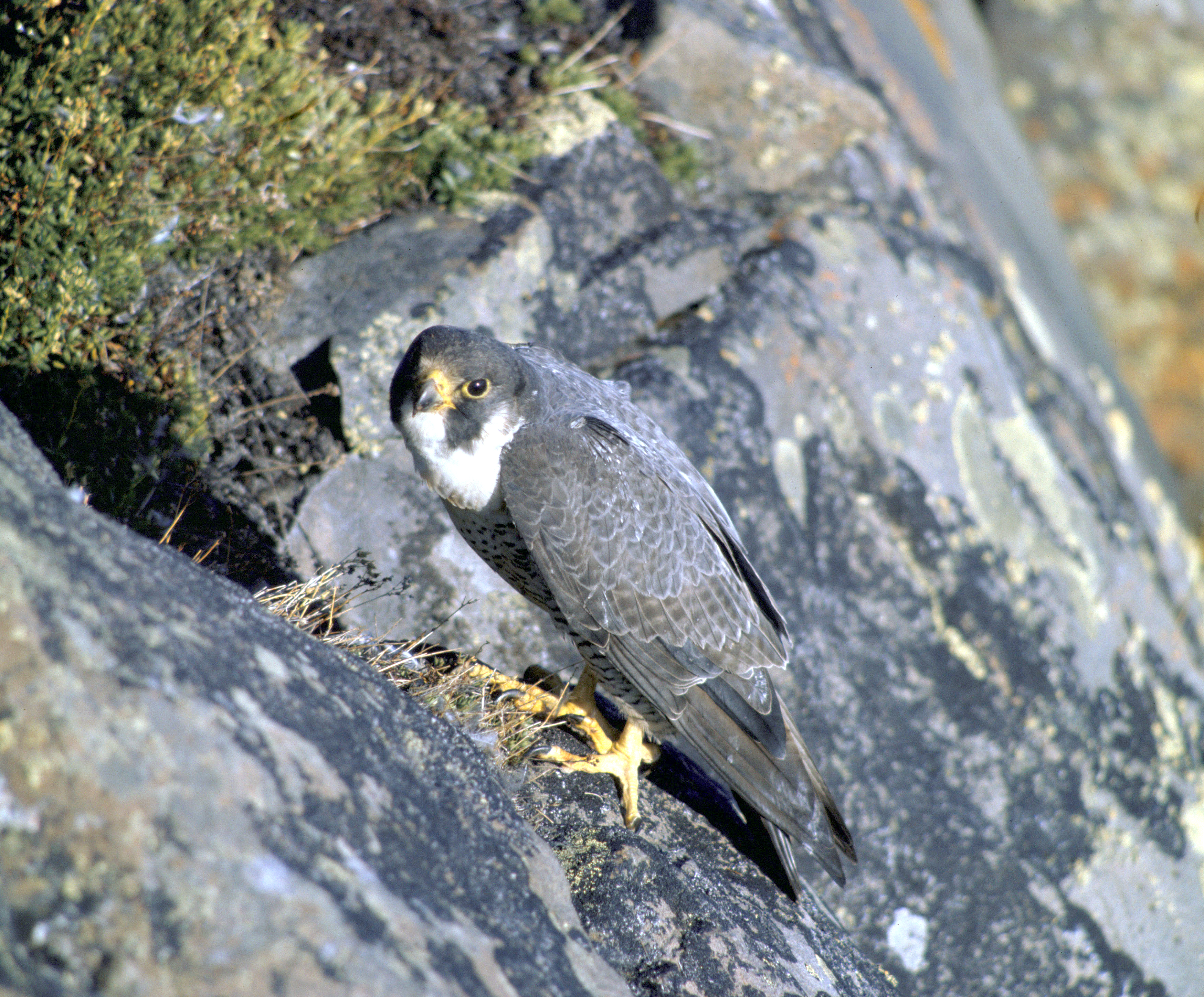
Falco peregrinus pealei vagy tundrius Alaszkában

### Sivatagi sólyom

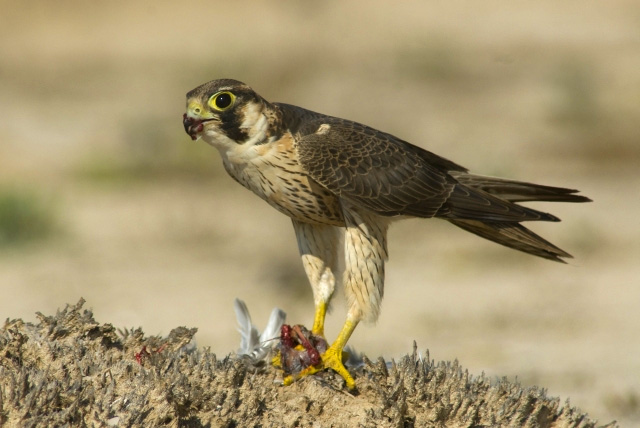
A sivatagi sólyom

Két alfajt, a Falco peregrinus pelegrinoidest és a Falco peregrinus babylonicust gyakran együtt külön fajnak, a sivatagi sólyomnak vagy berber sólyomnak (Falco pelegrinoides) tekintenek; habár a Handbook of the Birds of the World című enciklopédia 1994-ben a vándorsólyomba helyezte őket. Ezek a madarak a Kanári-szigetektől kezdve, Szahara szélein keresztül a Közel-Keletig, Közép-Ázsiáig és Mongóliáig fordulnak elő. A száraz területeket részesítik előnyben.
A sivatagi sólyomnak megvan a vöröses nyaka, de eltérő színezetű a vándorsólyomtól. Gloger-szabálya szerint a madarak színezete az éghajlatnak megfelelően alkalmazkodik. Ennek a sólyomnak különleges röpte van, csak szárnyának külső részével verdes, mint ahogyan néha a sirályhojszák teszik. Bár a vándorsólyom is használja ezt a repülési módot, nem olyan gyakran és élénken, mint a sivatagi sólyom. A vándorsólyomtól eltérően a sivatagi sólyom lapockái és csontos medencéje tompa, lábai pedig kisebbek. A két sólyomnak az év különböző szakaszaiban van a kotlási időszaka, azonban a határterületeken nem kizárt az alkalmi kereszteződés a két alfaj között. A két csoport között 0,6–0,7 százalékos genetikai távolság van, amit „peregrinoid komplexumnak” nevezünk.
Néha a Falco peregrinus madens alfajt is a sivatagi sólyom alfajaként sorolják be.

### Hibrid
Fogságban a vándorsólymot a kis sólyommal (Falco columbarius) lehet keresztezni; ennek a hibridnek az angol neve: perlin. A hibrid nagyobb és gyorsabb, mint a kis sólyom, azonban lassúbb, mint a vándorsólyom, és nem is repül olyan távolra, tehát kisebb az esély, hogy gazdája elveszítse. A hibrid madár apja általában vándorsólyom, míg az anyja kis sólyom.
A fenti példán kívül, fogságban a vándorsólymot egyéb sólyomfélékkel is keresztezik, például a Feldegg-sólyommal (Falco biarmicus). Ezt a hibridet nagyon kedvelik a solymászok, mivel ügyes vadász, mint a vándorsólyom, de szívós, mint a Feldegg-sólyom. Egy másik hibrid az északi sólyommal (Falco rusticolus) való kereszteződéskor jön létre; ezeket a hibrideket főleg változatos színezetük miatt tenyésztik. Mint ahogy eddig is látható, a vándorsólyom a Hierofalco-fajokkal áll nagyon közeli rokonságban, úgyhogy a tudósok szerint a két csoport a pliocén végén, körülbelül 2,5–2 millió évvel ezelőtt válhatott szét.

## Megjelenése

Vándorsólyom körvonalak repülés közben: jobbra rendes repüléskor, míg balra zuhanórepülés kezdetekor

E ragadozó hossza 34–58 centiméter, szárnyfesztávolsága 74–120 centiméter, testtömege a hímnél 424–750 gramm, míg a tojónál 910–1500 gramm; a tojó körülbelül 30 százalékkal nagyobb, mint a hím. Az alfajok mérete között is van különbség, lásd fent. Az átlag vándorsólyomnak a csukló és az első kormánytoll közötti hossza 26,5–39 centiméter, farka 13–19 centiméter, a sípcsont és a szárkapocscsont közti hossz 4,5–5,6 centiméter.
A két nem hasonló színezetű. A kifejlett példányok tollazata a hátoldalon sötét palaszürke, a hasoldalon hófehér alapon sorokba rendeződött fekete, csepp alapú pettyekkel. Faji jellegzetessége a fekete sapka és a széles, fekete, jól körülrajzolt barkó, pofája két oldalán. A felsőtesten sötétbarna alapszínű fiatal egyedeken is jól látható ez, csak a színe barna. A fiatalok hasi tollazatának alapszíne halvány sárgásbarna, hosszúkás sötétbarna szárfoltozással. Csőre és lábai sárgák, a csőr vége és a karmok feketék. A felső csőr vége hajlott, kampós, amellyel könnyen át tudja törni áldozata nyakánál a gerincet. A fiatalok csőre világoskékes, szemük körül gyűrűs rajzolat látható.

## Életmódja

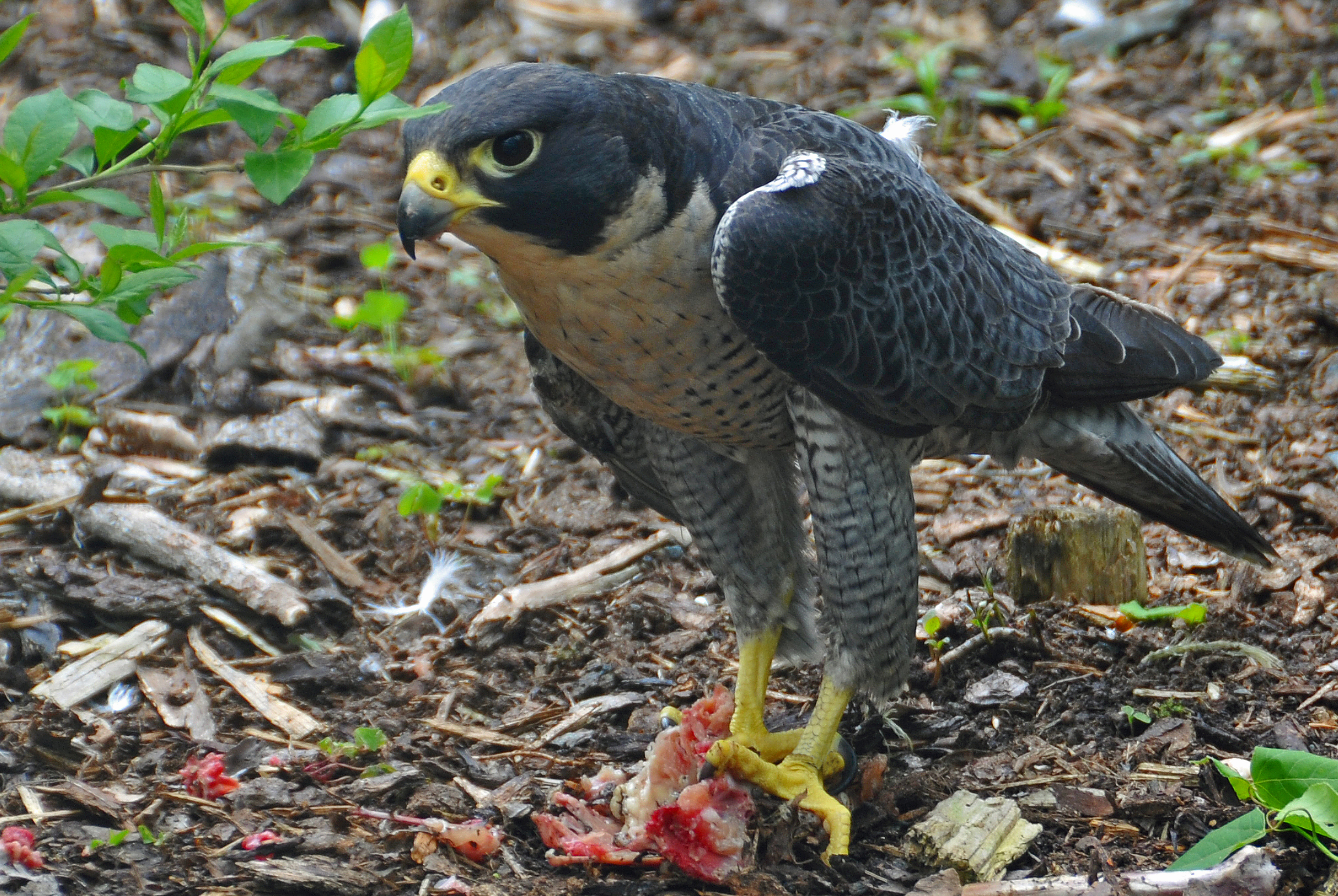
Kifejlett Falco peregrinus anatum zsákmánnyal, Kanadában

Ez a sólyomfaj a nyílt, szabad területeket, például a pusztákat, sztyeppéket, mocsarakat, félsivatagokat, tengerpartokat és egyre gyakrabban a nagyvárosokat kedveli. Azokon a helyeken, ahol a tél nem kemény, a vándorsólymok, főleg a hímek, nem vándorolnak el a költőterületekről. Csak azok az állományok vándorolnak hosszú távokon, amelyek az arktiszi tundrán költenek.

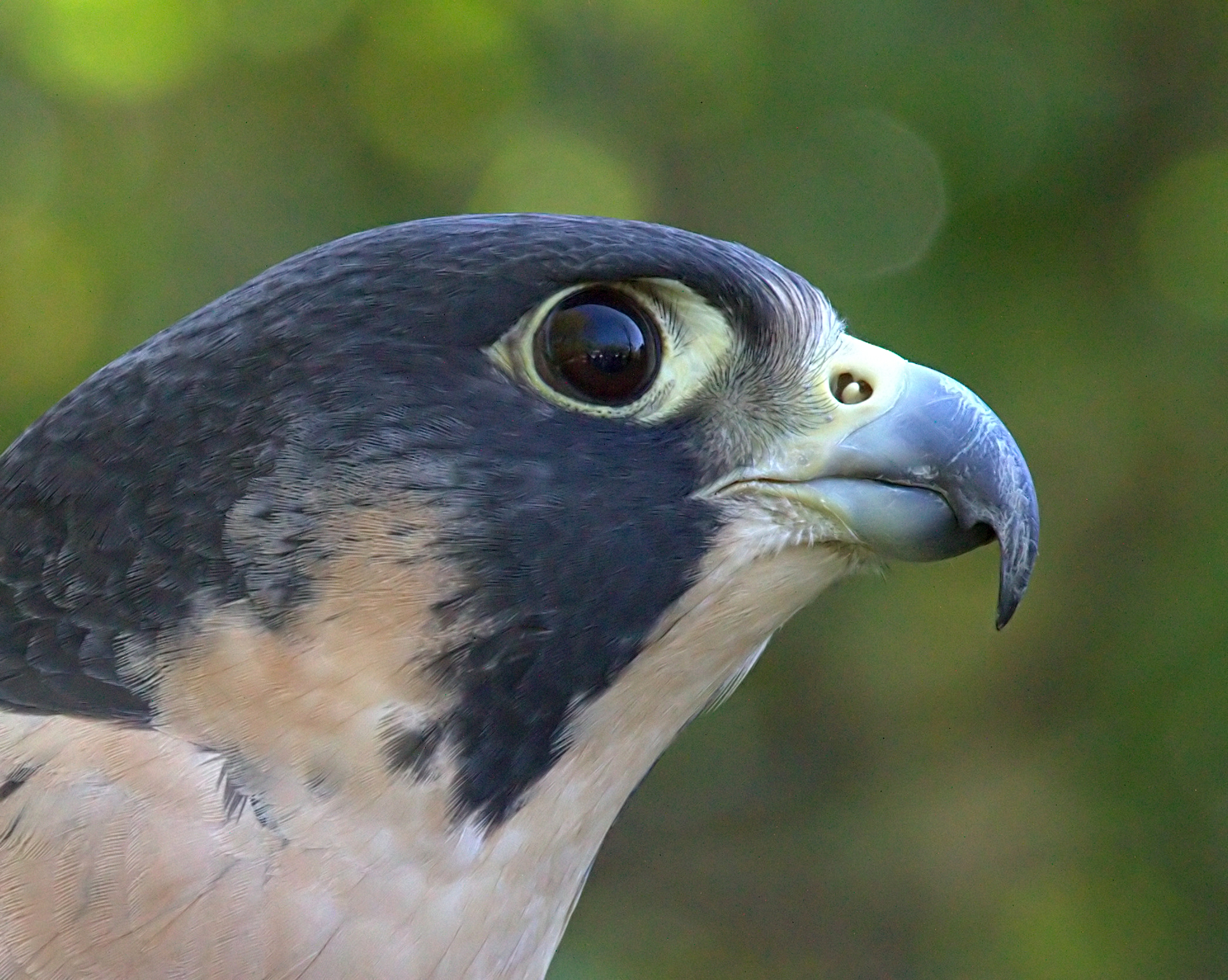
A sólyom feje közelről; jól látszanak az orrlyukban a csontos képződmények

A vándorsólyom a Föld leggyorsabb állata. Támadását általában nagyon magasról indítja. Összezárt szárnyakkal, meredek szögben, zuhanórepülésben támad, amelyet rövid, erőteljes szárnycsapásokkal gyorsít fel. Ilyenkor – mérések tanúsága szerint – akár a 320 km/órát is elérheti a zuhanó madár sebessége. Zuhanórepülésben a madár tüdejébe betóduló levegő tönkretenné szerveit, emiatt a orrlyukait speciális csontos képződmények fedik, amelyek meggátolják, hogy a levegő egyenesen hatoljon a tüdőbe, ehelyett csavarszerűen áramlik be a sólyom tüdejébe. A vándorsólyom szemét egy harmadik szemhéj védi, amely könnyek által tisztítja is ezt az érzékszervet. Egy kutatás szerint, amely a „tökéletes vándorsólymot” akarta megtalálni, a tudósok kiszámították, hogy tökéletes körülmények között és a madár tökéletes testfelépítése esetén, alacsony zuhanórepülés közben a „tökéletes vándorsólyom” képes lenne 400 km/óra sebességre, míg magas zuhanórepüléskor akár a 625 km/óra sebességet is elérhetné. Persze, ez csak feltételezés. 2005-ben Ken Franklin feljegyzett egy vándorsólymot, amely a rekordnak számító 389 km/óra sebességgel zuhant. A madár egyik zuhanása a következő videós linken látható: 
A madár a szabad természetben 15,5–20 évet is élhet. Első évben a fiatalok 59–70 százaléka pusztul el. A felnőttek 25–32 százaléka pusztul el évente. Az ember által okozott pusztítás mellett, amely általában az ember által készített tárgyakkal való ütközés során következik be, a vándorsólymot egyéb ragadozó madarak is pusztítják, például a nagyobb testű vágómadárfélék és bagolyfélék vadásznak rá.
A vándorsólyomnak kívül és belül számos élősködője és betegsége van. A következő betegségek hordozója: baromfihimlő (Avipoxvirus), baromfipestis (Newcastle-betegség), Falconid herpesvirus 1 (és valószínű egyéb Herpesviridae vírusok is), valamint gombás fertőzések és bakteriális fertőzések is. Az előbbiek mellett ott van a Plasmodium relictum, amely általában a vándorsólymok körében nem okoz maláriát; Strigeidae (valódi mételyek – Trematoda), Serratospiculum amaculata (fonálférgek – Nematoda) és galandférgek (Cestoda). A külső élősködők közül megemlíthetők a rágótetvek (Mallophaga), Ceratophyllus garei (bolhák – Siphonaptera) és kullancslegyek (Hippoboscidae) (Icosta nigra, Ornithoctona erythrocephala).
Ez a ragadozó madár erős, sikoltozó hangokat ad ki. Általában akkor ad ki hangokat, ha párjához vagy a fészkéhez közeledik. Hat-hét sikoltozó kiáltás után kisebb-nagyobb szünetet tart.

### Táplálkozása

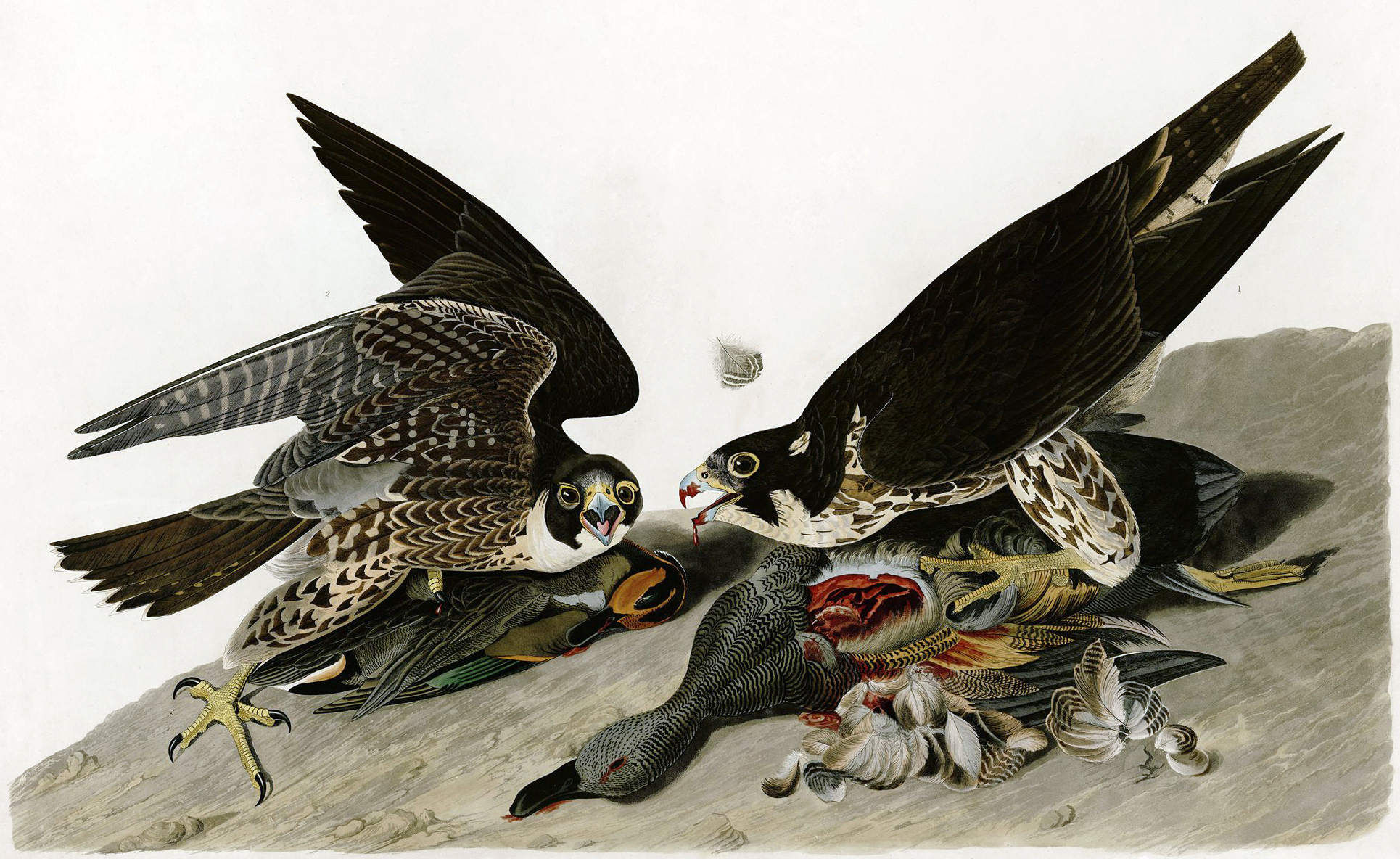
John James Audubon rajza két táplálkozó vándorsólyomról

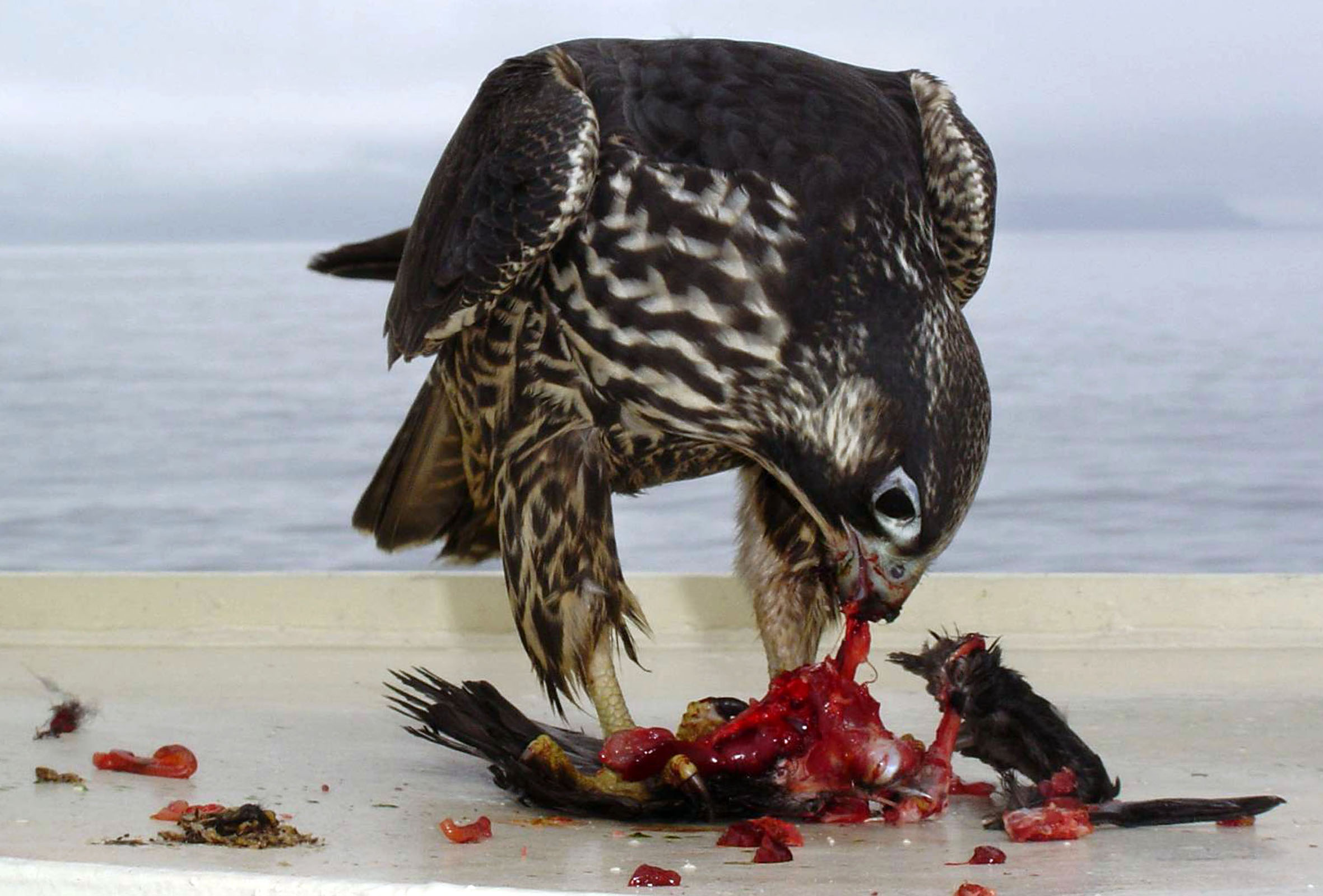
Fiatal példány táplálkozás közben, egy hajó fedélzetén

Vadászterületének nagysága rendszerint 40–200 négyzetkilométer. A vándorsólyom szinte kizárólag repülő madarakra vadászik. A veréb nagyságútól a gém méretűig több száz madárfaj szerepel az „étlapján” világszerte (az 1500–2000 madárfaj, amelyre vadászik, a ma élő madárfajok körülbelüli egyötödét teszi ki). Emellett nagyobb, repülő rovarokat, hüllőket, denevéreket, egyes helyeken rágcsálókat (egerek, pockok, mókusok) és cickányokat is zsákmányol. Észak-Amerikában, a 3 grammos kolibritől kezdve a 3–5 kilogrammos kanadai daruig mindenféle madarat megfog, még a nála kisebb sólyomféléket is, például a tarka vércsét. A városokban, zsákmányának 80 százalékát a parlagi galambok (a házi galamb elvadult alakja) alkotják. Egyéb városi zsákmányok között megemlíthetők az aranyküllő, a Turdus-fajok, a seregélyfélék és a különböző varjúfélék. A partmenti állományok, mint amilyen a pealei, főleg tengeri madarakkal táplálkoznak. A brazíliai Cubatão város környékén telelő tundrius példányok skarlátbatlákat is vadásznak.
Magyarországon leggyakoribb zsákmánya a házi galamb és a seregély, de a táplálékmaradványok és az eddigi megfigyelések alapján a meggyvágó, a kék cinege, a fekete rigó, a verébfajok is kedvelt prédái. Vizes élőhelyeken főleg dankasirályt, csörgő récét és pajzsos cankót ejt el. Képes elfogni a kiválóan repülő sarlósfecskét is.
A vándorsólyom általában hajnalban és alkonyatkor indul vadászni, vándorlás közben azonban az éjjeli vadászatot kedveli. Az éjszakai áldozatok között megtalálható a feketenyakú vöcsök és a fürj. Az áldozatot kisebb sebességnél egyből megragadja. Nagyobb sebesség esetén hátrafeszített, borotvaéles hátsó karmával „hasítja” végig a zsákmány hátát, általában eltörve annak gerincét. Emellett más módszerekkel is szokott vadászni. Ilyenkor a sík, vizes területek felett alacsonyan és gyorsan repülve pásztázza a vízpartot és a sekély részeket, parti madarak után kutatva. A felriadó csapatból gyakran sikeresen zsákmányol. Sokszor vadászik párban is. Téli időszakban az összeszokott párok együtt indulnak vadászni. Általában a hím magasabban kíséri a tojót, és ő támad először a felriasztott prédára. Ha az első támadás nem sikerül, akkor felváltva támadják a kiszemelt zsákmányt. Bármilyen jó vadász is azonban a vándorsólyom, csupán minden ötödik–tizedik támadása eredményes. Ha a zsákmány túl nehéz, akkor a vándorsólyom elejti táplálékát és egy részét a földön fogyasztja el. Táplálkozás előtt mindig kitépi az áldozat tollait.

## Szaporodása

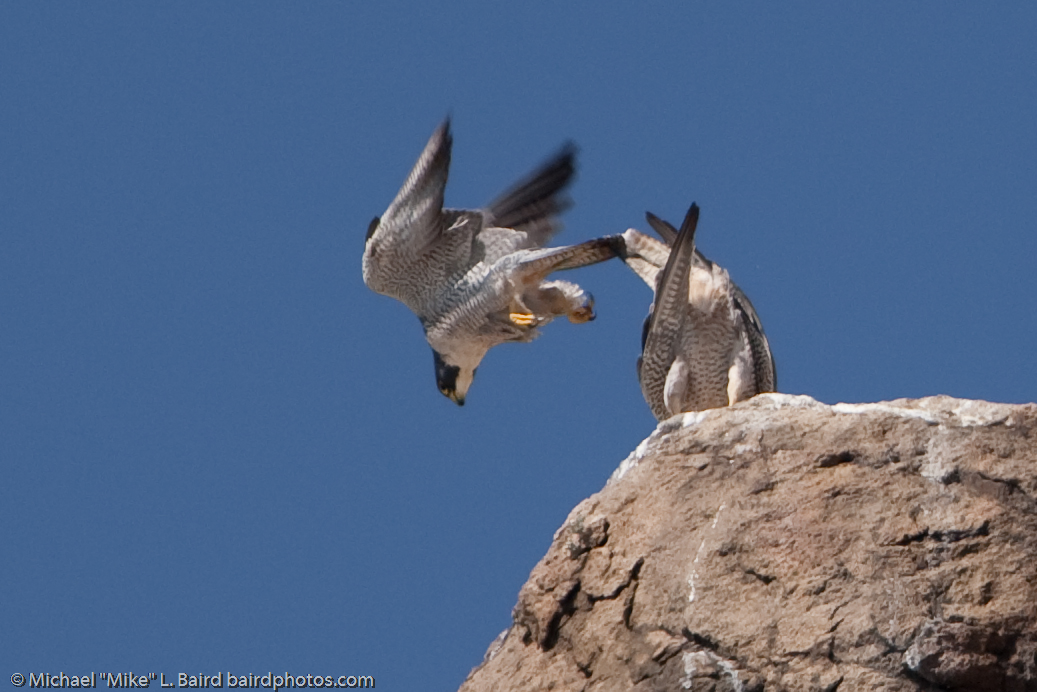
Vándorsólymok az udvarlási szertartás alatt

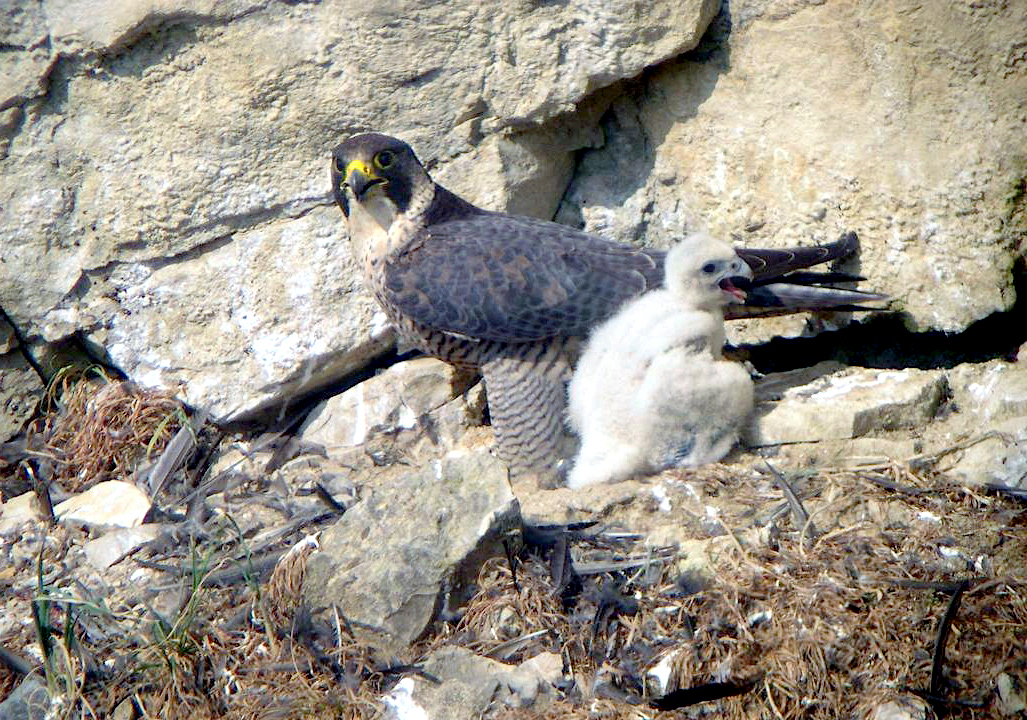
Felnőtt fiókával Franciaországban

Az ivarérettséget életének első éve végén éri el, de az egészséges állományokban az ivarérett példány csak a második vagy harmadik életévében költ először. A vándorsólyom tartós, gyakran élethosszig tartó párkapcsolatban él, és mindig ugyanarra a költőhelyre tér vissza. Az udvarlási szertartás a levegőben játszódik le; ilyenkor a két madár változatos légi mutatványokat mutat be, többek között köröznek vagy zuhanórepüléseket végeznek. A hím repülés közben zsákmányt ad át a tojónak. Hogy az átadás sikeres legyen, a tojó rövid ideig a hím alatt háton repül, míg karmai közül át nem veszi az áldozatot.
A költési időszak alatt egy költőpárnak akár egy négyzetkilométeres, vagy ennél is nagyobb terület kell; ilyenkor hevesen védelmezik a területet. A fészkek közti nagy távolság biztosítja, hogy a fiókáknak elegendő táplálék jusson. Ez a nagy terület akkor is megszerezhető, ha az adott helyen nagy az állománysűrűség. Bár elsősorban sziklafalakon, magas épületeken költ, akár a földre (például homokdűnére) is lerakhatja tojásait. Korábban Nyugat- és Közép-Európában a nagytestű madarak, főleg varjúfélék, fészkeit vette „bérbe”. Az épületek és a hidak a sziklafalakra emlékeztetnek, emiatt könnyűszerrel fészkel ott a vándorsólyom. A költőterületen akár több fészkelésre alkalmas hely is lehet, például egy megfigyelt költőpár 16 év alatt hét különböző fészkelő helyet használt. A „fészek” legfeljebb egy mélyedésből áll, a madár semmit sem ad hozzá. A fészek majdnem mindig a szikla vagy épület déli oldalán helyezkedik el. Ha a fészek magasan van, akkor a hollóktól, gémektől, sirályoktól, sőt egyéb vándorsólymoktól is védelmezni kell, míg ha a talaj szintjén van, akkor a szülők akár a rókát, rozsomákot, macskaféléket, medvét és farkast is megtámadhatják. A fiókát és a szülőmadarakat (az utóbbiakat ritkábban) főleg a nagytestű sasok, baglyok és a vándorsólyommal rokon Hierofalco-fajok vadásszák. A fészket védelmező szülők képesek olyan nagy ragadozó madarakat is megölni, mint a szirti sas (Aquila chrysaetos) és a fehérfejű rétisas (Haliaeetus leucocephalus); de rendes körülmények között, a vándorsólyom mindkét nagyobb madarat kerüli, mivel azok étlapján szerepel.
A költési időszak élőhelytől függően változó. Az északi félgömbön általában február–március között van, míg a déli félgömbön július–augusztus között folyik le. Az ausztráliai macropus, novemberben is költhet. Az Egyenlítőhöz közeli példányok akármikor költhetnek június és december között. Évente egyszer költ, de ha elveszíti fészekalját a költési időszak elején, akkor még egy rendet rak, bár az arktiszi egyedek esetében a rövid nyár miatt ez nem lehetséges. A tojó általában 3–4 tojást rak, de néha csak egy, de akár öt is lehet. A tojások színe a fehértől a piszkossárgáig változhat, vörös vagy barna mintázattal. A tojásokon 29–33 napig kotlanak. A kotlás nagyobb részét a tojó végzi, a hím csak nappal ül a tojásokra, éjszaka mindig a tojóé ez a szerep. A tojás mérete 52 x 41 milliméter, súlya 48 gramm, melynek 8 százalékát a tojáshéj teszi ki. 
Kikelés után, a fiókákat krémes-fehér színű pihe borítja. Lábaik testükhöz képest nagyon nagyok. A fiókákat mindkét szülő eteti és gondozza. Táplálékszerzéshez a szülőmadár 19–24 kilométer távolságra is elrepülhet. A fiatal madarak 42–46 nap múlva repülnek ki, de ezután is még vagy két hónapig a szülők etetik őket. A fészekaljból, a betegségek és ragadozók miatt, általában, csak 1–2 madár marad meg.

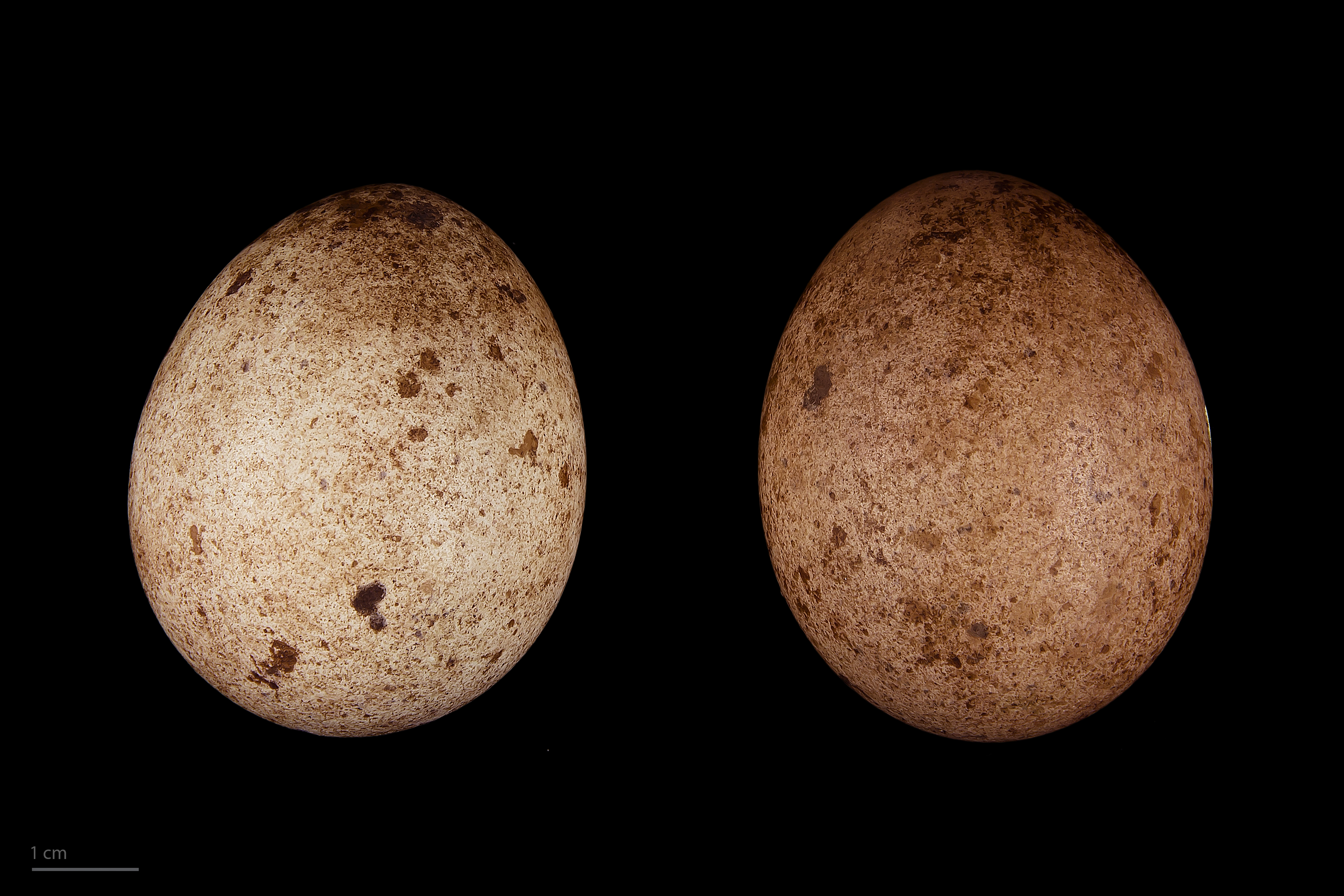
Tojásai
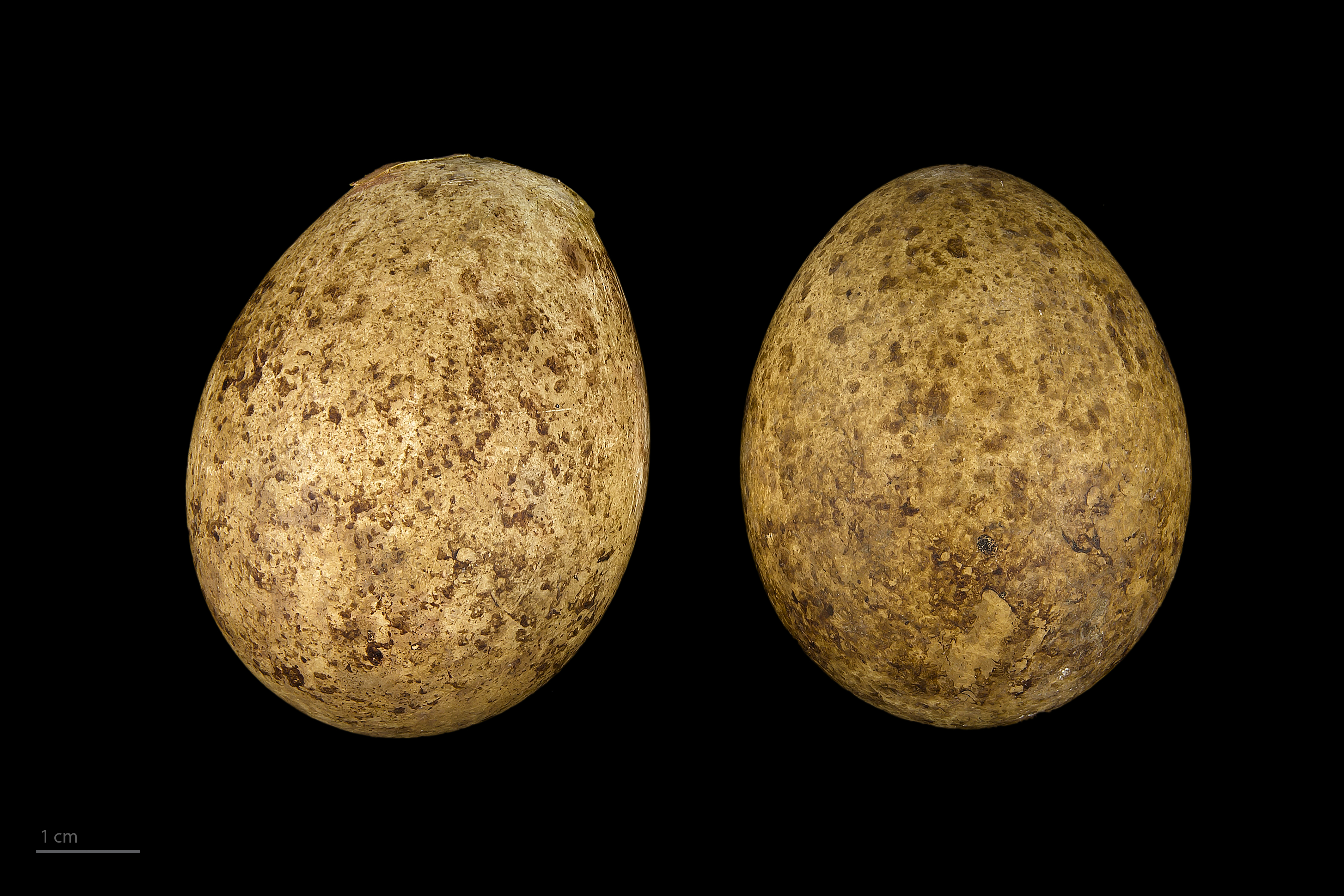
A F. p. madens tojásai

## A vándorsólyom és az ember

### Solymászat

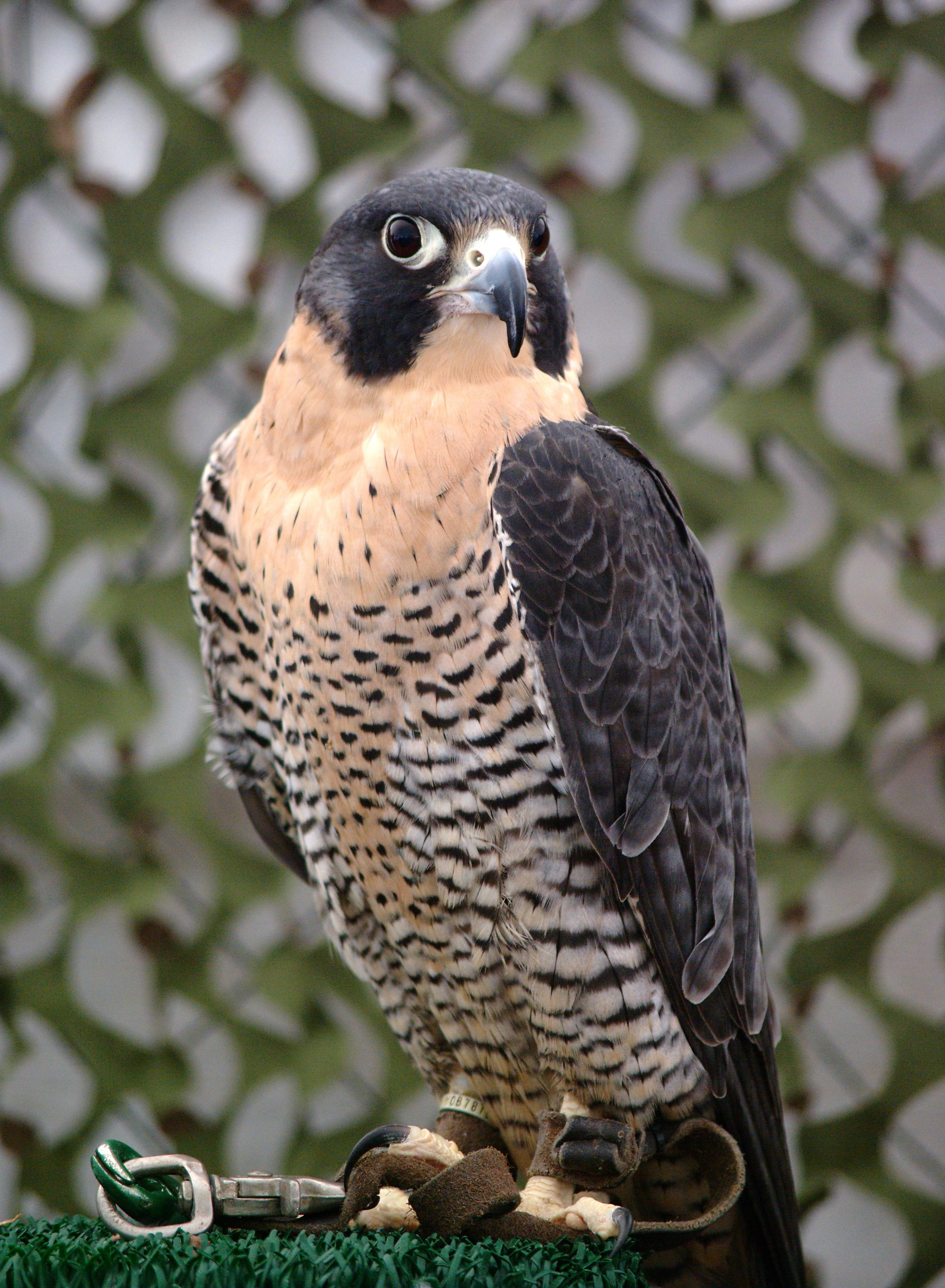
Fogságban tartott példány

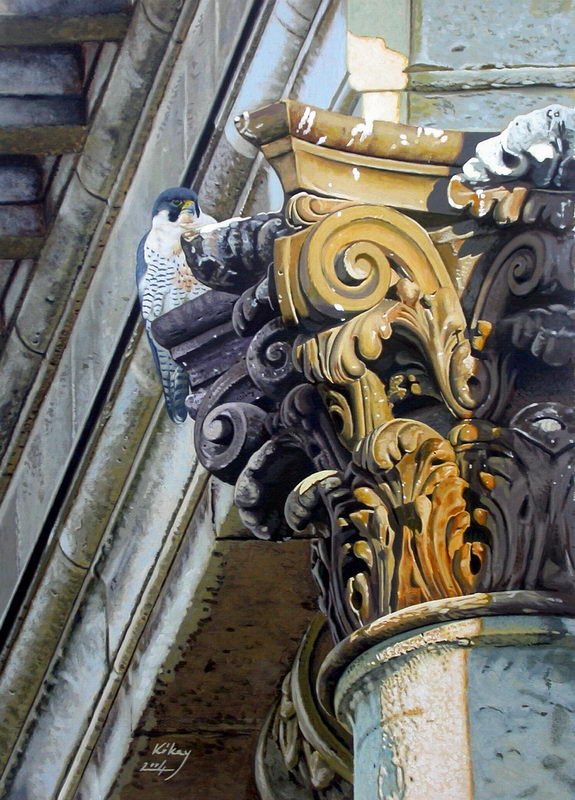
Vándorsólyom a Szent István-bazilikán

A solymászok a vándorsólymot már 3000 éve használják. Először a nomádok használták Közép-Ázsiában. Sebes zuhanórepülése miatt igen kedvelt a solymászok között; főleg a tapasztalt solymászoknak ajánlott. Ezt a madarat a repülőtereken is használják, hogy elriasszák a madarakat, amelyek odarepülnek, így elkerülve a repülőgépekkel való ütközéseket. A második világháború idején vándorsólymokkal fogták el az üzeneteket hordozó postagalambokat.
A vándorsólymokat sikeresen lehet fogságban szaporítani, mind solymászati, mind visszatelepítési célokból. Az Amerikai Egyesült Államokban 2004-ig az US Endangered Species Act (a veszélyeztetett fajokról szóló) törvény értelmében az összes fogságban tartott vándorsólyom csak fogságban tartott szülőktől származhatott, de hogy a beltenyészetet elkerüljék, időnként Kanadából hoztak újonnan befogott példányokat. Szintén az USA-ban, 1999-től a vándorsólymot levették a veszélyeztetett fajok listájáról. A vadonba való sikeres visszatelepítést a solymászoknak és a The Peregrine Fundnak (Nemzetközi ragadozómadár védelem szervezete) is köszönhető. Az ő szaktudásuk, számos életképes sólymot készített fel a vadonban való élethez. A sikeres visszatelepítésnek köszönhetően 2004-től 30 éves tiltás után, újból szabad évente néhány vadonban élő madarat befogni. Mivel a törvénytelen gyűjtögetők, engedély nélkül is rájárnak a fészkekre, a költőterületek hollétét titokban tartják.

### Veszélyeztető tényezők
Zavarás – A fészkelőhelyek háborgatása a növekvő turizmus miatt egyre gyakoribb. A zavarás legtöbbször nem szándékos, de az ismert, tradicionális helyeket madármegfigyelés céljából is felkeresik. Ez is elegendő lehet ahhoz, hogy a sólyom magára hagyja a tojásokat, illetve a fiókákat. Ha a zavarás hosszabb ideig tart és a madár nem mer visszatérni a fészekhez, akkor ez a fészekalj pusztulásával járhat – kihűlhetnek, túlmelegedhetnek, elázhatnak a tojások, hőgutát kaphatnak, megfázhatnak a frissen kikelt fiókák. Legtöbbször az óvatlan kirándulók, illetve az erdészeti munkák zavarják meg a költést.
Rossz minőségű fészkelőhelyek – A vándorsólyom a sólyomfélékhez tartozó többi fajhoz hasonlóan nem épít fészket. Rendszerint természetes vagy mesterséges sziklaüregekben, emberi építmények zugaiban rakja le tojásait. A rosszul megválasztott költőüregekben gyakori a tojások vagy a fiókák pusztulása, de előfordul az bányászati tevékenység miatt, időjárásra visszavezethető okok (például csapadékvíz lefolyása az üregbe stb.) miatt is.
Áramütés – Ma a ragadozó madarakat fenyegető egyik legnagyobb veszélyforrás a középfeszültségű hálózatok oszlopain elszenvedett végzetes áramütés, amely a vándorsólymot is fenyegeti. Az áramszolgáltatók, a nemzeti parkok és a Magyar Madártani és Természetvédelmi Egyesület a legveszélyesebb oszlopok felmérésével és szigetelésével próbálják kiküszöbölni az elhullásokat.
Vegyi anyagok – A vándorsólyom az 1960-as években egy növényvédő szer, a diklór-difenil-triklór-etán – vagy közismertebb nevén a DDT – miatt pusztult ki Magyarországról (és az északi félteke sok részéről). A DDT a táplálékláncon keresztül bejutott a sólymokba és felhalmozódott szervezetükben, ahol a hormonháztartásra fejtette ki hatását. Ennek eredményeképpen megváltozott a sólymok viselkedése, elmaradt a párzás, illetve sikeres párzás esetén a képződő tojásokba nem épült be a kalcium – az így lágyhéjúvá vált tojások pedig összetörtek a kotló madár alatt. A DDT-t 1968-ban betiltották hazánkban, majd később a világ más részein is. A vándorsólyom állományai lassan helyreállnak, azonban a veszély nem múlt el.
Fészkek kifosztása – Korábban a költések sikerét a fészekaljak solymászati célra történő kifosztása jelentősen veszélyeztette. A természetvédelmi jogszabályok és érdekérvényesítés szigorodása, valamint a fogságban tartott madarak eredményes tenyésztése miatt ma már ez nem jellemző.
Lelövések – Egyes vadászok ragadozó madarakkal szembeni hagyományos ellenérzései miatt ritkán, de még ma is előfordulnak illegális lelövések. Ez ellen a vadászati és természetvédelmi szervezetek közösen küzdenek.

### Védelmi intézkedések

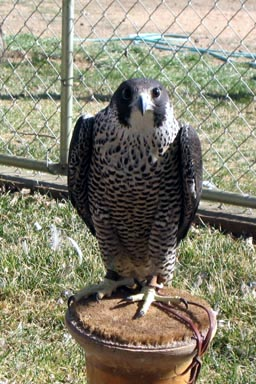
Fogságban tartott Falco peregrinus pealei

A vándorsólyom Magyarországon fokozottan védett, emellett védett a Washingtoni egyezmény (CITES) által is. Emiatt exportja és importja is engedélyköteles. Mivel a solymászok legkedveltebb vadászmadara, a bemutatókon, vadászatokon való részvétel során be kell tartani az előírásokat.
Az Amerikai Egyesült Államokban, Kanadában, Németországban és Lengyelországban a hatóságok fogságban tenyésztett vándorsólymokkal próbálják növelni a vadonban levő állományokat. A fogságban nevelt fiókákat, felnőtt vándorsólyom alakú bábukkal etetik, hogy a fiókák ne az embert társítsák az eledel megszerzéssel. Amikor eljött a kirepülés ideje, a költődobozokat felnyitják, hogy a fiatal madár először kipróbálhassa a szárnyait. Miután a fiatal sólyom megerősödik, egyre ritkábban táplálják, hogy vadászösztöne felerősödjön. Mielőtt szabadon engednek egy fogságban nevelt vándorsólymot, a szabadon engedés helyén, néhány napig ketrecben tartják az állatot, hogy megszokja az új környezetet.
Világszerte a visszatelepítési programok sikerrel járnak. A DDT betiltása lehetőséget ad a szabadon eresztett madaraknak, hogy egészséges tojásokat rakjanak. 1999. augusztus 25-én az USA-ban levették a vándorsólymot a veszélyeztetett madarak listájáról.
A fogságban tenyésztett madarak szabadon engedésének a rossz oldala az, hogy fogságban a különböző alfajok keverednek, és visszaeresztéskor a „hibridek” a helybéli alfaj tisztaságát ronthatják.

### Jelenlegi helyzetük
A világ legtöbb részén a vándorsólyom-állományok újra elérik a korábbi méretüket. Az Egyesült Királyságban az állomány újból akkora, mint az 1960-as évek előtt. Ehhez a sikerhez a Királyi Madárvédelmi Társaság (Royal Society for the Protection of Birds vagy rövidítve RSPB) is hozzájárult. Szerintük a szigetországban jelenleg 1402 költőpár él. A vándorsólymok újból uralmuk alá vették a hegyvidékeket, a tengerpartokat és a városokat is, ahol a városi galambok bőséges táplálékforrást biztosítanak számukra. Világszerte a városok épületei, hídjai, tornyai megfelelő költőhelyeket biztosítanak e ragadozó madárnak. Sok helyen a lakosság örvend, hogy ilyen szomszédja lehet. Sokszor újságokban és híradókban is beszámolnak az ottlétükről.

### Vándorsólymok a kultúrában
Jellegzetes vadászmódszere miatt a vándorsólymot számos kultúrában az agresszivitás és az ügyesség jelképének tekintették. A Mississippi mentén élő indiánok (800–1500 között) a vándorsólymot és egyéb ragadozó madarakat az „égi erő” megtestesítőjének vélték. A törzsfőnököket és az egyéb kiemelkedő embertársaikat olyan ruházatban temették el, amelyek e ragadozó madarakat utánozták. A késő középkorban a vándorsólymok és az egyéb sólyomfélék a nemesség jelképei voltak. Vándorsólymot a hercegek, míg északi sólymot csakis a királyok tarthattak. Ily módon a madár is jelezte, hogy tulajdonosa hol áll társadalmi ranglétrán. Az ófrancia nyelvből származó „gentil” szó „nemes madarat” jelent; ezt általában a vándorsólyomra mondták.
A vándorsólyom Angola és az Egyesült Arab Emírségek nemzeti madara. 1927-től az ohiói Bowling Green városban levő Bowling Green State University hivatalos kabalafigurája. 2007-ben Idahóban vándorsólymot ábrázoló 50 centes emlékérmét adtak ki.

## Jegyzetek

Vándorsólyom 1973-as német postabélyegen

## Fordítás
- Ez a szócikk részben vagy egészben  a   Peregrine Falcon című angol Wikipédia-szócikk ezen változatának fordításán alapul.  Az eredeti cikk szerkesztőit annak laptörténete sorolja fel. Ez a jelzés csupán a megfogalmazás eredetét és a szerzői jogokat jelzi, nem szolgál a cikkben szereplő információk forrásmegjelöléseként.

### Védelmező szervezetek
- Magyarországi vándorsólyomvédelem
- Arctic Raptors – Ongoing research with raptors in the Canadian Arctic
- Falcon Research Group
- Peregrine Falcon Fund
- The Canadian Peregrine Foundation Archiválva 2011. november 23-i dátummal a Wayback Machine-ben
- Peregrine Falcon Recovery Project (Manitoba)
- European Peregrine Falcon Working Group

### Videók és egyéb média a vándorsólyomról
- Science on the SPOT: Peregrine Falcons Up Close – KQED QUEST
- Falcon Fascination – KQED QUEST
- Derby Cathedral Peregrine Project, UK. Webkamera és videókra mutató hivatkozások Archiválva 2008. augusztus 27-i dátummal a Wayback Machine-ben
- Vándorsólyom videók az Internet Bird Collection honlapján
- The Raptor Resource Project. Links to Peregrine Falcon webcams
- Vándorsólymok a brüsszeli katedrális tetején
- A kaliforniai parti sziklákra 50 év után visszatérő vándorsólymok fényképes dokumentálása
- Nottingham Trent University, ahol a Newton épület tetejére évről évre visszatérnek a vándorsólymok költeni. Képek és élő webkamera.
- Worcester Peregrine Falcon Project, UK. Includes feeds from 'Peregrines in Worcester' Facebook Fan page, YouTube & Flickr photo groups
- Vándorsólyom videók hanggal és képek az arkive.org honlapon
- A vándorsólyom hangja az ÁLLATVILÁGUNK internetes oldalról[halott link]
- Vándorsólyom ( Falco peregrinus ) | online hangok